# Scotoecus hirundo
Scotoecus hirundo é uma espécie de morcego da família Vespertilionidae. Pode ser encontrada na Angola, Camarões, República Centro-Africana, Chade, República Democrática do Congo, Costa do Marfim, Etiópia, Gâmbia, Gana, Quénia, Malawi, Moçambique, Nigéria, Senegal, Serra Leoa, Somália, Sudão, Tanzânia, Uganda e Zâmbia.